# Jan Szmidt
Jan Franciszek Szmidt (ur. 3 grudnia 1952 w Biłgoraju) – polski elektronik, profesor nauk technicznych, rektor Politechniki Warszawskiej (2012–2020).

## Życiorys

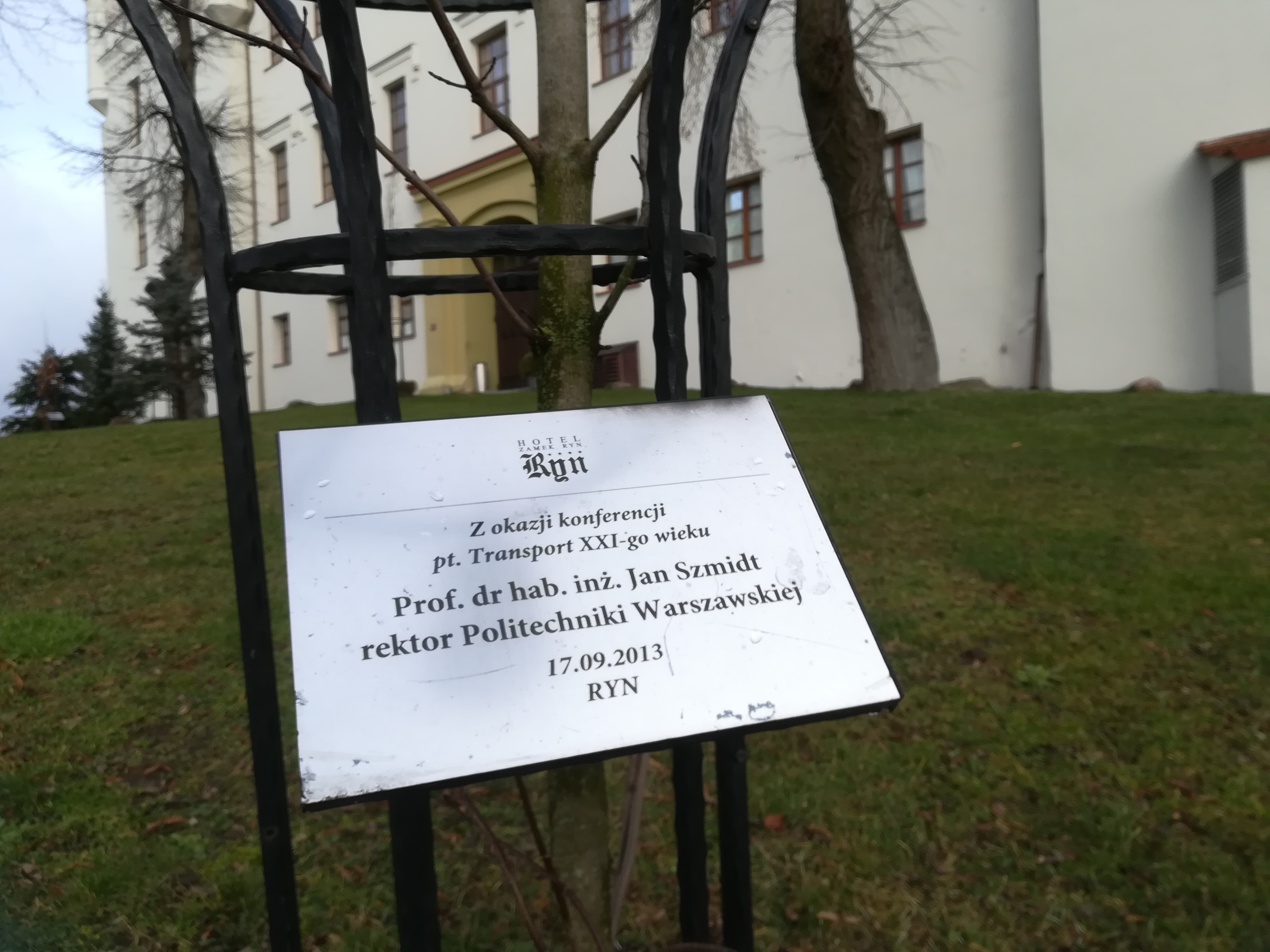
Drzewo pamiątkowe przy zamku w Rynie

Absolwent Wydziału Elektroniki i Technik Informacyjnych Politechniki Warszawskiej (1976). Na tej samej uczelni doktoryzował się w 1985, a w 1995 w oparciu o dorobek naukowy i rozprawę zatytułowaną Diamentopodobne warstwy węglowe wytwarzane metodami plazmowymi na potrzeby mikroelektroniki uzyskał stopień doktora habilitowanego. W 2005 otrzymał tytuł profesora nauk technicznych. Uczestniczył w różnych międzynarodowych programach badawczych, był stażystą na Carnegie Mellon University w Pittsburghu. Specjalizuje się w zagadnieniach z zakresu mikroelektroniki oraz technologii cienkich warstw.
Od 1976 zawodowo związany z PW, przechodząc kolejne szczeble kariery akademickiej. W 1999 objął stanowisko profesora nadzwyczajnego, a sześć lat później został profesorem zwyczajnym w Instytucie Mikroelektroniki i Optoelektroniki. Był m.in. kierownikiem zespołu laboratoriów i Zakładu Układów Optoelektronicznych i Hybrydowych, prodziekanem ds. rozwoju (2002–2005) oraz dziekanem (2008–2012) Wydziału Elektroniki i Technik Informacyjnych. Stanął także na czele Zakładu Technologii Mikrosystemów i Materiałów Elektronicznych. 14 marca 2012 został wybrany na stanowisko rektora Politechniki Warszawskiej na czteroletnią kadencję. 16 marca 2016 uzyskał reelekcję na drugą czteroletnią kadencję. W tym samym roku został przewodniczącym Konferencji Rektorów Akademickich Szkół Polskich na czteroletnią kadencję (2016–2020).
Jest autorem prac naukowych z zakresu mikroelektroniki i optoelektroniki.
Należał do ZNP w latach 1976–1980, był współorganizatorem NSZZ „Solidarność” na Politechnice Warszawskiej. Był sekretarzem, następnie objął funkcję członka prezydium Komitetu Elektroniki i Telekomunikacji Polskiej Akademii Nauk.

## Odznaczenia i wyróżnienia
W 2020, za wybitne zasługi w pracy naukowo-badawczej i dydaktycznej, za popularyzowanie polskiej myśli naukowej na świecie, został uhonorowany Krzyżem Oficerskim Orderu Odrodzenia Polski.
Odznaczony również Brązowym, Srebrnym i Złotym Krzyżem Zasługi, a także Medalem Komisji Edukacji Narodowej. W 2017 otrzymał tytuł doktora honoris causa Politechniki Kijowskiej. Wyróżniany nagrodami resortowymi i uczelnianymi. W 2020 otrzymał tytuł honorowego przewodniczącego KRASP.